# 1532 en philosophie
Chronologie de la philosophie
- 1528
- 1529
- 1530
- 1531
- 1532
- 1533
- 1534
- 1535
- 1536

L’année 1532 a été marquée, en philosophie, par les événements suivants :

## Décès
- Barthélemy Arnoldi est un moine et philosophe allemand né à Usingen vers 1465 et mort à Erfurt en 1532.